# Божевільний (фільм, 1974)
«Божевільний» (англ. Deranged) — американський фільм жахів 1974 року режисерів Джеффа Гіллена і Алана Ормсбі.
Натхненний історіями вбивств Еда Гейна розповідає про сільського фермера Езри Коббе, який не може заспокоїтися після смерті своєї матері і повертає її труп до себе додому, що зводить його з розуму.
Фільм був знятий в канадському місті Ошава з лютого по березень 1973 року з бюджетом в 200 000 доларів.
Його прем'єра відбулася 20 березня 1974 року в Лос-Анджелесі.
Після завершення прокату в кінотеатрах, фільм не був доступний ні в якому вигляді і довгий час вважався загубленим; однак, його копія була знайдена у Флориді в середині 90-х і повністю відновлена продюсерською компанією «Metro-Goldwyn-Mayer» в 2002 році.

## Сюжет
Сільський фермер Езра Кобб не може заспокоїтися після смерті своєї матері і приходить на кладовище, щоб забрати її тіло і повернути його назад у свій будинок. Після цього він вирішує поповнити свою колекцію трупів.

## У ролях
- Робертс Блоссом — Езра Кобб
- Козетт Лі — Аманда Кобб
- Леслі Карлсон — Том Сіммс
- Роберт Ворен — Гарлон Кутц
- Марсія Даймонд — Дженні Кутц
- Брайан Смегал — Бред Кутц
- Арлін Гіллен — Міс Джонсон
- Роберт МакЧиди — Шериф
- Меріен Уолдман — Моурін Селбі
- Джек Метер — Дранк
- Міккі Мур — Мері Рэнсум
- Пет Орр — Саллі

## Знімальна група
- Режисери — Джефф Гіллен і Алан Ормсбі
- Сценарій — Алан Ормсбі
- Продюсери — Боб Кларк і Том Карр
- Композитор — Карл Зіттер
- Оператор — Джек МакГоуен
- Художник-постановник — Альберт Фішер
- Костюмер ― Елізабет Лерой
- Гримери — Джером Бергсон, Том Савіні і Алан Ормсбі

## Виробництво

### Знімання
Зйомки фільму проводилися з лютого по березень 1973 року в Ошава, Онтаріо, Канада, з бюджетом 200 000 доларів. Продюсер Том Карр профінансував фільм грошима, які він отримав працюючи концертним промоутером груп Led Zeppelin і Three Dog Night. Канада була обрана для того, щоб забезпечити зимову обстановку. В якості локацій були використані покинутий Фермерський будинок, місцевий господарський магазин і підвальне приміщення в готелі. Більшість деяких сцен знімалися в декораціях, знятих на павільйоні кіностудії.
Художник-постановник Альберт Фішер прикрасив декорації стопками кримінальних серіалів і порножурналами; Фішер черпав натхнення читаючи газети про злочини і вбивства Еда Гейна.

## Реліз

### Цензура
Щоб отримати кінопрокатний рейтинг R від MPAA кілька сцен були вирізані.
Серед була розширена версія вбивства за участю Мері, а також сцена розтину, в якій Езра калічить труп.

### Кінотеатральний реліз
Кінотеатральна прем'єра фільму відбулася 20 березня 1974 року в Лос-Анджелесі.

### Подальша доля
Фільм зник після завершення прокату в кінотеатрах, і після чого довгий час вважався загубленим.
Однак копія фільму була знайдена у Флориді в середині 90-х, після чого фільм був випущений на DVD продюсерською компанією «Metro-Goldwyn-Mayer» в 2002 році.